# Carl Deal

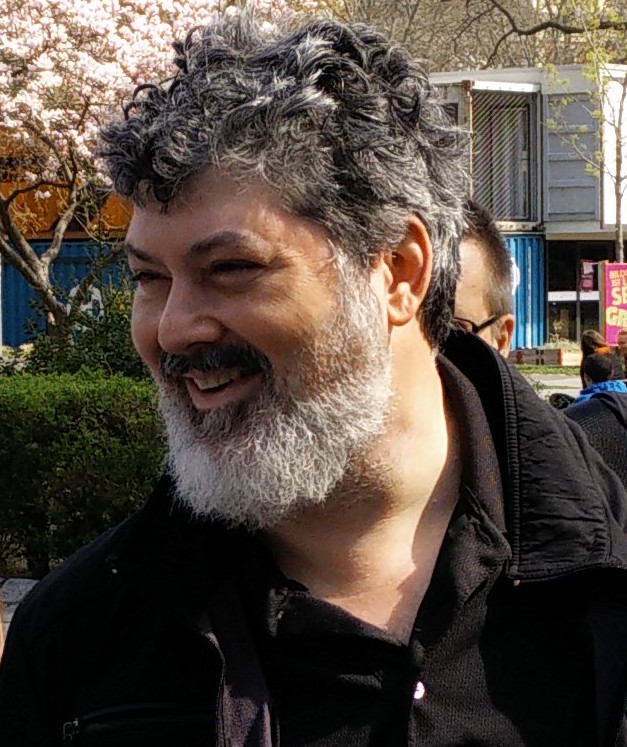
Carl Deal (2015)

Carl Deal (* 1965) ist ein US-amerikanischer Produzent und Regisseur im Bereich Dokumentarfilm, der vor allem mit seinem Film Trouble the Water auf sich aufmerksam machte. Die Columbia University verlieh ihm den Preis für soziale Gerechtigkeit. Deal hat zudem für Greenpeace, Amnesty International und Public Citizen Untersuchungsberichte über Umwelt-, Zivil- und Strafrecht verfasst.

## Biografie
Carl Deal, der im Mittleren Westen und in Mexiko aufwuchs, absolvierte 1994 die Columbia University Graduate School of Journalism. Als Produzent und Journalist von Rundfunknachrichten berichtete er aus den USA, Lateinamerika und dem Irak.
Seit 2002 ist Deal Co-Produzent diverser Filme von Michael Moore, so war er 2004 im Produktionsteam von Moores Dokumentarfilm Fahrenheit 9/11, dessen Titel sich auf die Terroranschläge am 11. September 2001 bezieht und unter anderem die Geschäftsverbindungen der Familie des US-Präsidenten George W. Bush zu arabischen Geschäftsleuten beleuchtet. An dem Dokumentarfilm The War on Democracy von Chris Martin und John Pilger war Deal 2007 ebenfalls beteiligt. Der Film thematisiert die Rolle, die Washington bei der Manipulation der lateinamerikanischen Politik in den letzten 50 Jahren gespielt hat, und die einen Kampf der Abgehängten gegen Armut und Rassismus vorangetrieben hat.
Zusammen mit seiner Partnerin und Mitarbeiterin Tia Lessin drehte Deal den 2008 veröffentlichten Dokumentarfilm Trouble the Water, der auch von beiden produziert wurde. Das Duo hatte bereits 2004 bei Michael Moores Dokumentarfilm Fahrenheit 9/11 zusammengearbeitet. Trouble the Water zeigt das Schicksal eines Paares, das in seinem Haus in New Orleans eingeschlossen ist, als im August 2005 der Hurrikan Katrina wütete. Der Film wurde vielfach ausgezeichnet, so beispielsweise auf dem Sundance Film Festival, wo er den Großen Preis der Jury in der Kategorie „Bester Dokumentarfilm“ erhielt. Neben diversen weiteren Auszeichnungen war der Film 2009 in der Kategorie „Bester Dokumentarfilm“ für den Oscar nominiert. An Michael Moores Dokumentarfilm Kapitalismus: Eine Liebesgeschichte wirkte Deal ebenfalls als Co-Produzent mit. Thema des Films ist die Finanzkrise ab 2007 sowie die US-Ökonomie im Wandel zwischen der zu Ende gehenden Amtszeit von George W. Bush und der beginnenden Amtszeit von Barack Obama.
Für das Dokumentarfilm-Drama Citzien Koch von 2013 arbeiteten Deal und Tia Lessin erneut zusammen. Untersucht werden die Umstände, die zum Aufstieg der Tea Party nach der Entscheidung der Citizens United v. Federal Election Commission am Obersten Gerichtshof der Vereinigten Staaten führten, wobei zwei der reichsten Männer der Welt ihre Hand im Spiel gehabt haben sollen. Der 2016 entstandene Dokumentarfilm Michael Moore in TrumpLand wurde von Moore und Carl Deal produziert. Gezeigt wird Donald Trumps Wahlkampf und wer seine Anhänger sind. Auch der 2018 erschienene Dokumentarfilm Michael Moores, an dem Deal wiederum beteiligt war, thematisiert die Präsidentschaftswahl in den Vereinigten Staaten 2016 und die anschließende Präsidentschaft von Donald Trump. Mit seinem Titel Fahrenheit 11/9 greift er zurück auf die 2004 erschienene Dokumentation Fahrenheit 9/11. Beide Filmtitel sind an Ray Bradburys dystopischen Roman Fahrenheit 451 angelehnt.
Zusammen mit seiner Partnerin Tia Lessin lebt und arbeitet der Filmemacher in Brooklyn, New York.

## Filmografie (Auswahl)
- 2002: Bowling for Columbine (Dokumentarfilm, als Chef-Archivar)
- 2004: Fahrenheit 9/11 (Dokumentarfilm)
- 2005: Murderball (Dokumentarfilm, Archivberater)
- 2007: The War On Democracy (Dokumentarfilm, Archivproduzent)
- 2006: God Grew Tired of Us: The Story of Lost Boys of Sudan (Dokumentarfilm, Recherchen etc.)
- 2007: My Kid Could Paint That (Dokumentarfilm, Archivberater)
- 2008: Trouble the Water (Dokumentarfilm Produzent, Regie)
- 2009: Kapitalismus: Eine Liebesgeschichte (Capitalism: A Love Story)
- 2011: Our School (Dokumentarfilm, Sonderberater)
- 2013: Citizen Koch (Dokumentarfilm Produzent, Regie, Drehbuch)
- 2014: Die Yes Men – Jetzt wird’s persönlich (Dokumentarfilm, Men Are Revolting)
- 2015: Where to Invade Next (Dokumentarfilm, Produzent)
- 2016: Michael Moore in TrumpLand (Dokumentarfilm, Produzent)
- 2018: Fahrenheit 11/9 (Dokumentarfilm, Produzent)

## Auszeichnungen (Auswahl)
– erhaltene Auszeichnungen –
- 2008: Alliance of Women Film Journalists: EDA Award für Trouble the Water
- 2008: Full Frame Documentary Film Festival: Full Frame/Working Films Award, Jury Award und Kathleen Bryan Edwards Award for Human Rights für Trouble the Water
- 2008: Gotham Awards: Gotham Independent Film Award für Trouble the Water
- 2008: Silverdocs Documentary Festival: Honorable Mention in der Kategorie „Beste Dokumentation“ für Trouble the Water
- 2009: Sundance Film Festival: Grand Jury Prize für Trouble the Water
- 2013: Traverse City Film Festival: Founders Prize in der Kategorie „Special Award“ für Citizen Koch

– Nominierungen –
- 2008: International Documentary Association: Video Source Award für Trouble the Water
- 2009: Academy Awards: Oscar in der Kategorie „Bester Dokumentarfilm“ für Trouble the Water
- 2009: Cinema Eye Honors Awards: Cinema Eye Honors Award und Cinema Eye Audience Choice Prize für Trouble the Water
- 2009: PGA Awards: PGA Award für Trouble the Water
- 2010: Emmys: Emmy-Award für Trouble the Water (Langform)
- 2013: Sarasota Film Festival: Jury Prize für Citizen Koch
- 2013: Sundance Film Festival: Grand Jury Prize für Citizen Koch